# Shinji Higuchi
Pour les articles homonymes, voir Higuchi.
Shinji Higuchi (樋口真嗣, Higuchi Shinji) est un réalisateur japonais né le 22 septembre 1965. Il a notamment réalisé Lorelei, la sorcière du Pacifique.

## Biographie
Après le lycée, Shinji Higuchi échoue à tous ses examens d'entrée en université mais réussit un concours d'entrée à la Poste japonaise où il s'occupe du tri. Cinéphile, il est frustré de l'image qu'ont les productions japonaises même chez ses concitoyens. Lui y reconnait de vrais points forts, et il réussit à rentrer dans le monde du cinéma par la porte de l'animation en signant des storyboards, notamment sur Gunbuster (1988-1989) et Neon Genesis Evangelion (1995-1996). C'est en parallèle que sa carrière dans les effets spéciaux débute sur la trilogie Gamera de l'ère Heisei. Il est directeur des effets spéciaux pour le film Gamera : Gardien de l'Univers (1995), pour lequel il est récompensé du prix des meilleurs effets spéciaux du Festival du film de Yokohama. Si sur les deux premiers films il utilise encore des techniques de trucages photochimiques et optiques, il passe au numérique pour Gamera 3: The Revenge of Iris (1999) et déclare : « Je pense que le numérique m'a beaucoup apporté. J'ai pu faire des choses que je ne pouvais pas faire jusque là ».
En 2001 les performances de Shinji Higuchi dans les effets spéciaux sont reconnues, il épaule Makota Kamiya pour son travail sur son premier "grand projet" : Godzilla, Mothra and King Ghidorah: Giant Monsters All-Out Attack.
C'est en 2005 qu'il se lance dans la réalisation cinématographique avec son film Lorelei, la sorcière du Pacifique, d'après le roman de Harutoshi Fukui, qui est un succès au box-office. Cependant il avait déjà co-réalisé la deuxième moitié de la série d'animation Nadia, le secret de l'eau bleue en 1990-1991. L'année suivante il se lance dans un projet qui lui tient à cœur : Sinking of Japan, remake du film La Submersion du Japon (1973) et adaptation du roman du même nom. Il est nommé pour ses effets visuels à l'Asian Film Award du festival international du film de Hong Kong de 2007.
En 2015, lors de sa première semaine d'exploitation au Japon, son film live L'Attaque des Titans se classe à la première place avec environ 600 000 000 de yens engrangés.
En 2016, il co-réalise Godzilla Resurgence qui est l'un des plus gros succès en salles de l'histoire du Japon, et reçoit sept prix du Japan Academy Prize de 2017.

## Filmographie

### Réalisateur
- 2002 : Mini Moni ja Movie: Okashi na Daibōken! (ミニモニ。じゃムービー お菓子な大冒険!?)
- 2005 : Lorelei, la sorcière du Pacifique (ローレライ, Lorelei?)
- 2006 : Sinking of Japan (日本沈没, Nihon chinbotsu?)
- 2008 : Kakushi toride no san-akunin: The Last Princess (隠し砦の三悪人 THE LAST PRINCESS?)
- 2012 : Nobō no shiro (のぼうの城?), co-réalisé avec Isshin Inudō
- 2012 : Giant God Warrior Appears in Tokyo (巨神兵東京に現わる, Kyoshinhei Tōkyō ni arawaru?) (court métrage)
- 2015 : L'Attaque des Titans (進撃の巨人, Shingeki no kyojin?) (film en deux parties)
- 2016 : Godzilla Resurgence (シン・ゴジラ, Shin Gojira?), co-réalisé avec Hideaki Anno
- 2021 : Shin Ultraman (シン・ウルトラマン?)
- 2025 : Bullet Train Explosion (新幹線大爆破, Shinkansen daibakuha?)

### Assistant réalisateur
- 1987 : Les Ailes d'Honnéamise (王立宇宙軍 オネアミスの翼, Ōritsu uchū gun: Oneamisu no tsubasa?) de Hiroyuki Yamaga

### Scénariste
- 1995 : Neon Genesis Evangelion, série d'animation
- 1997 : The End of Evangelion de Hideaki Anno et Kazuya Tsurumaki (en)